# Peter Sinfield

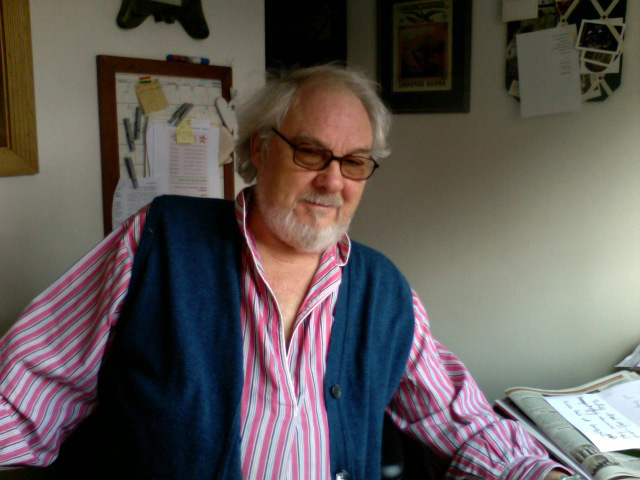
Peter Sinfield, 2009

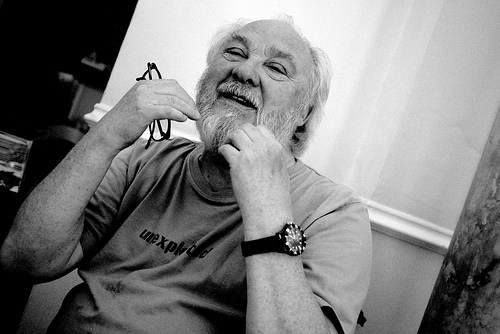
Peter Sinfield, 2010

Peter John „Pete“ Sinfield (* 27. Dezember 1943 in London, England; † 14. November 2024) war ein englischer Lyriker, Songtexter und Sänger.

## Werdegang

### Kindheit und Jugend
Sinfield wuchs in einem wohlhabenden, unkonventionellen Haushalt auf. Seine Mutter war eine bisexuelle Unternehmerin; er verbrachte viel Zeit mit der deutschstämmigen Hausangestellten Maria, einer ehemaligen Hochseiltänzerin. Angeregt durch seinen Englischlehrer Mawson beschäftigte er sich bereits früh mit Literatur. Mit sechzehn Jahren verließ er die Schule, jobbte und reiste auf eigene Faust durch Europa. In den 1960er Jahren inspirierten ihn Texte zu Fairy Tale von Donovan sich mit den Schriften Khalil Gibrans und Alan Watts’ zu beschäftigen. Seine Liebe zur Literatur erwachte und er begann selbst zu schreiben.

### Kontakt mit der Musikszene
1968 begann er, auch Musik zu schreiben und war Mitglied einer Band namens World Domination in easy Stages (WDIES), zusammen mit Dik Fraser (Bass) und Mike Nicols (Schlagzeug). Ian McDonald stieß etwas später hinzu, und gemeinsam spielten sie eine Urversion des späteren King-Crimson-Klassikers In the Court of the Crimson King, noch mit einer völlig anderen Melodie. Später benannte sich die Band in Infinity um, löste sich aber bald danach auf. Mit der Sängerin Judy Dyble zusammen stieß das Songwriterteam Sinfield/McDonald zu der Band Giles, Giles & Fripp, was bald darauf zur Gründung von King Crimson führen sollte.

### Bei King Crimson
Sinfield wurde hauptsächlich wegen seiner Rolle als Texter der frühen King-Crimson-Formationen und von Emerson, Lake and Palmer bekannt. Er steuerte die Texte zu den ersten vier King-Crimson-Alben (In the Court of the Crimson King, In the Wake of Poseidon, Lizard und Islands) bei, die er auch produzierte. Zudem war er der Texter des Weihnachtsliedes I Believe in Father Christmas von Greg Lake. Ferner war Sinfield für die Lichtshow der Band zuständig und daher live nie auf der Bühne zu sehen.
Auch der Bandname King Crimson geht auf ihn zurück. Er ist ein Synonym für Beelzebub, ursprünglich der Name des Stadtgottes von Ekron im Land der Philister im Alten Testament. Baal Zebub wird übersetzt mit Herr der Fliegen und ist vermutlich eine Verballhornung des eigentlichen Namens Baal Zebul (‚erhabener Herr‘), mit der der Gott und dessen Anhänger verspottet wurden. Alle Namensformen sind Beinamen des Gottes Ba’al. In frühjüdischer Zeit wurde dieser kanaanäische Gott zum Inbegriff des Götzen und im dualistischen Denken zum Anführer der widergöttlichen Mächte. So erscheint er auch im Neuen Testament als der Oberste der Dämonen. Im Epos Paradise Lost des englischen Dichters John Milton (1667) ist Beelzebub der zweithöchste Höllenfürst nach Satan. Laut Peter Sinfield und Bandleader Robert Fripp bedeute Beelzebub man with an aim (‚Mann mit einem Ziel‘).

### Soloalbum
Nachdem er die Band 1972 nach Aufforderung Fripps verlassen hatte, blieb er weiterhin in der Progressive-Rock-Szene aktiv. Er produzierte das erste Album von Roxy Music sowie sein eigenes Soloalbum namens Still im Jahre 1973. Trotz einer Reihe namhafter Gastmusiker (Mel Collins, Keith Tippett, Ian Wallace, John Wetton, Greg Lake u. a.) wurde das Album kein großer Erfolg. In den 90er Jahren wurde das Album erneut aufgelegt, diesmal unter dem Namen Stillusion und mit zwei Bonustracks.

### Weitere Arbeiten im Pop- und Rockbereich
Sinfield verfasste ferner die Texte für Alben von Emerson, Lake and Palmer, die italienische Band Premiata Forneria Marconi sowie den Procol-Harum-Sänger Gary Brooker und übersetzte die Texte des italienischen Liedermachers Angelo Branduardi ins Englische. In den 80er und 90er Jahren schrieb er Texte für Cher, Bucks Fizz und Céline Dion, unter anderem für ihren Song Think Twice. Für seine Texte erhielt er dreimal den Ivor Novello Award for Best Song Musically & Lyrically – genauso oft wie die britische Band Queen.

### Lyrikband
1974 veröffentlichte Sinfield im Verlag Boydell ein Lyrikbändchen unter dem Titel Under the Sky, in dem 37 Songtexte und 13 Gedichte versammelt sind. Der Abschnitt mit den Songtexten versammelt Lyrics von King Crimson, McDonald & Giles, Premiata Forneria Marconi und Sinfields Soloalbum.
Sinfields Lyrik ist nach eigener Aussage stark von William Shakespeare, Percy Bysshe Shelley, William Blake und Rainer Maria Rilke beeinflusst.

## Veröffentlichungen

### Buch
- Sinfield, Peter: Under the Sky. A Collection of Lyrics & Poems. London/Ipswich 1974. ISBN 0-85115-034-9.

### LP/CD
- Still wiederveröffentlicht als Stillusion

Titelliste:
1. Can You Forgive a Fool
2. The Night People
3. Will It Be You
4. Hanging Fire
5. A House of Hopes and Dreams
6. Wholefood Boogie
7. The Piper
8. Under the Sky
9. Envelopes of Yesterday
10. The Song of the Sea Goat
11. Still

Besetzung:
- Peter Sinfield – Gesang, Gitarre, Synthesizer

mit:
- Richard Brunton – Gitarre
- Brian Cole – Pedal Steel
- Greg Lake – Gitarre, Gesang
- Snuffy – Gitarre
- Keith Christmas – Gitarre
- Mel Collins – Saxophon, Flöte
- Don Honeywill – Baritonsaxophon
- Chris Pyne – Posaune
- Greg Bowen – Trompete
- Stan Roderick – Trompete
- Robin Miller – Englischhorn
- Tim Hinckley – E-Piano
- Phil Jump – Keyboards
- Keith Tippett – Klavier
- Boz Burrell – Bass
- Steve Dolan – Bass
- John Wetton – Bass
- Ian Wallace – Schlagzeug